# Artem Harutiunian
Artem Harutiunian (armenisch Արտեմ Հարությունյան Artem Harutjunjan, engl. Transkription Artem Harutyunyan; * 13. August 1990 in Jerewan, Armenische SSR) ist ein deutscher Profiboxer armenischer Herkunft. 
Sein Bruder Robert Harutiunian war ebenfalls Boxer.

## Amateurkarriere
Artem Harutiunian wurde 2011 und 2013 jeweils Deutscher Meister im Halbweltergewicht, boxte für Hertha BSC in der 1. Bundesliga, sowie 2013/14 für das Team Germany in der World Series of Boxing (WSB), wo er zwei von drei Kämpfen gewann.
Bei der Europameisterschaft 2013 in Minsk schied er erst im Halbfinale mit 1:2 gegen Dmitri Galagot aus und gewann damit eine Bronzemedaille, zudem startete er bei der Weltmeisterschaft desselben Jahres in Almaty. Dort gewann er in den Vorrunden gegen Clarence Goyeram und Abdelmalik Ladjali, ehe er im Achtelfinale mit 1:2 gegen Éverton Lopes ausschied.
2014 gewann er den Chemiepokal in Halle, wobei er sich unter anderem gegen Abdelmalik Ladjali, Sam Maxwell und Witali Dunaizew durchgesetzt hatte. Beim Chemiepokal 2013 war er im Finale knapp gegen Merei Aqschalow unterlegen.
Von Oktober 2014 bis September 2015 nahm er an der semiprofessionellen APB-Turnierserie des Amateurweltverbandes teil und qualifizierte sich mit Siegen gegen Boris Georgiew, Evaldas Petrauskas und Abdelmalik Ladjali (2×) für den APB-Titelkampf, den er gegen Armen Sakarjan gewinnen konnte, gegen welchen er in zwei vorherigen Begegnungen noch verloren hatte. Als APB-Weltmeister war er automatisch für die Olympischen Sommerspiele 2016 in Rio de Janeiro qualifiziert und siegte dort gegen den Kanadier Arthur Biyarslanov und den Türken Batuhan Gözgeç, ehe er im Halbfinale gegen den Aserbaidschaner Collazo Sotomayor ausschied. Bei der somit gewonnenen Bronzemedaille handelte es sich um die einzige Medaille eines deutschen Boxers bei diesen Spielen. Am 1. November 2016 wurde ihm dafür das Silberne Lorbeerblatt verliehen.
2017 nahm er noch an der Weltmeisterschaft in Hamburg teil und schlug in der Vorrunde Luke McCormack, ehe er im Viertelfinale mit 2:3 gegen Iqboljon Xoldorov ausschied.

## Profikarriere
Artem Harutiunian und sein Bruder Robert wurden noch 2017 Profis beim Hamburger Boxstall Universum, Artem bestritt sein Debüt am 25. November desselben Jahres. Nach zwölf Siegen in Folge, verlor er am 15. Juli 2023 in Las Vegas einstimmig gegen den US-Amerikaner Frank Martin.
Am 6. Juli 2024 boxte er im Prudential Center von Newark (New Jersey) um den WBC-Weltmeistertitel im Leichtgewicht, verlor jedoch einstimmig gegen den US-amerikanischen Titelträger Shakur Stevenson.

### Titelgewinne als Profi
- 25. September 2021: International Champion der WBC im Leichtgewicht (1× Titelverteidigung)
- 24. April 2021: International Champion der WBA im Leichtgewicht
- 9. November 2019: International Champion der IBO im Halbweltergewicht (1× Titelverteidigung)
- 15. Juni 2019: Continental Champion der IBO im Halbweltergewicht
- 22. September 2018: International German Champion des BDB im Halbweltergewicht

## Sonstiges
Artem kam 1991 mit seiner Familie nach Deutschland und begann zunächst mit Taekwondo (Vize-Europameister 2005) und Kickboxen (Norddeutscher Meister 2007), ehe er sich für das klassische Boxen entschied. Sein Vater Aram wurde Ring- und Punktrichter des DBV. Sein Bruder Robert ist Sportdirektor und Cheftrainer beim Hamburger Boxstall Universum (Stand: 2021).